# Lucas Merolla
Lucas Gabriel Merolla (Buenos Aires, Argentina; 27 de junio de 1995) es un futbolista argentino. Juega de defensa central y su equipo actual es el Mazatlán F. C. de la Primera División de México.

## Trayectoria
Formado en las inferiores del Club Atlético Huracán, Merolla fue promovido al primer equipo en la temporada 2016. El 30 de junio fue cedido al Deportivo Español de la Primera B Metropolitana. En Español disputó 33 encuentros y anotó 3 goles, campaña en que el club perdió la promoción ante Deportivo Riestra.
El 28 de agosto de 2017, Merolla fue cedido al Guillermo Brown de la Primera B Nacional.
Debutó en Huracán el 10 de marzo de 2019 ante San Martín de Tucumán por la Primera División de Argentina.
Se afianzó en el primer equipo del Globo en la temporada 2022, disputando 22 encuentros como titular, fue capitán y logró el cuarto lugar en la tabla.

## Estadísticas
Actualizado al último partido disputado el 28 de enero de 2023.
| Club                        | Div.          | Temporada     | Liga  | Liga  | Copas nacionales | Copas nacionales | Copas internacionales | Copas internacionales | Total | Total |
| Club                        | Div.          | Temporada     | Part. | Goles | Part.            | Goles            | Part.                 | Goles                 | Part. | Goles |
| --------------------------- | ------------- | ------------- | ----- | ----- | ---------------- | ---------------- | --------------------- | --------------------- | ----- | ----- |
| Deportivo Español Argentina | 3.ª           | 2016-17       | 36    | 3     | 0                | 0                | —                     | —                     | 36    | 3     |
| Deportivo Español Argentina | Total club    | Total club    | 36    | 3     | 0                | 0                | 0                     | 0                     | 36    | 3     |
| Guillermo Brown Argentina   | 2.ª           | 2017-18       | 21    | 2     | 1                | 0                | —                     | —                     | 22    | 2     |
| Guillermo Brown Argentina   | Total club    | Total club    | 21    | 2     | 1                | 0                | 0                     | 0                     | 22    | 2     |
| Huracán Argentina           | 1.ª           | 2018-19       | 1     | 0     | 0                | 0                | 0                     | 0                     | 1     | 0     |
| Huracán Argentina           | 1.ª           | 2019-20       | 13    | 0     | 2                | 0                | 1                     | 0                     | 16    | 0     |
| Huracán Argentina           | 1.ª           | 2020-21       | 7     | 0     | 2                | 0                | 2                     | 0                     | 11    | 0     |
| Huracán Argentina           | 1.ª           | 2021          | 28    | 2     | 0                | 0                | —                     | —                     | 28    | 2     |
| Huracán Argentina           | 1.ª           | 2022          | 27    | 1     | 1                | 0                | —                     | —                     | 28    | 1     |
| Huracán Argentina           | 1.ª           | 2023          | 1     | 0     | 0                | 0                | —                     | —                     | 1     | 0     |
| Huracán Argentina           | Total club    | Total club    | 77    | 3     | 5                | 0                | 3                     | 0                     | 85    | 3     |
| Total carrera               | Total carrera | Total carrera | 134   | 8     | 6                | 0                | 3                     | 0                     | 143   | 8     |